# SPRY2
SPRY2 (англ. Sprouty RTK signaling antagonist 2) – білок, який кодується однойменним геном, розташованим у людей на короткому плечі 13-ї хромосоми. Довжина поліпептидного ланцюга білка становить 315 амінокислот, а молекулярна маса — 34 688.
| 10         |  | 20         |  | 30         |  | 40         |  | 50         |
| ---------- |  | ---------- |  | ---------- |  | ---------- |  | ---------- |
| MEARAQSGNG |  | SQPLLQTPRD |  | GGRQRGEPDP |  | RDALTQQVHV |  | LSLDQIRAIR |
| NTNEYTEGPT |  | VVPRPGLKPA |  | PRPSTQHKHE |  | RLHGLPEHRQ |  | PPRLQHSQVH |
| SSARAPLSRS |  | ISTVSSGSRS |  | STRTSTSSSS |  | SEQRLLGSSF |  | SSGPVADGII |
| RVQPKSELKP |  | GELKPLSKED |  | LGLHAYRCED |  | CGKCKCKECT |  | YPRPLPSDWI |
| CDKQCLCSAQ |  | NVIDYGTCVC |  | CVKGLFYHCS |  | NDDEDNCADN |  | PCSCSQSHCC |
| TRWSAMGVMS |  | LFLPCLWCYL |  | PAKGCLKLCQ |  | GCYDRVNRPG |  | CRCKNSNTVC |
| CKVPTVPPRN |  | FEKPT      |  |            |  |            |  |            |

A: Аланін

C: Цистеїн

D: Аспарагінова кислота

E: Глутамінова кислота

F: Фенілаланін

G: Гліцин

H: Гістидин

I: Ізолейцин

K: Лізин

L: Лейцин

M: Метіонін

N: Аспарагін

P: Пролін

Q: Глутамін

R: Аргінін

S: Серин

T: Треонін

V: Валін

W: Триптофан

Кодований геном білок за функцією належить до білків розвитку. 
Локалізований у клітинній мембрані, цитоплазмі, цитоскелеті, мембрані, клітинних відростках.